# Neon Nights: 30 Years of Heaven & Hell
Neon Nights: 30 Years of Heaven & Hell ('Live in Europe' para el mercado estadounidense y 'Live at Wacken' para el europeo) es el segundo álbum en vivo de la banda Heaven & Hell. Se lo grabó en el Wacken Open Air Festival de Alemania el 30 de julio de 2009, fue publicado en los Estados Unidos el 16 de noviembre del año siguiente y en Japón el 27 de octubre de 2010 (Deluxe Website Version), y el 10 de noviembre del mismo año (retail version). Incluye temas oficiales del tiempo de Dio en los discos de Black Sabbath, como también de The Devil You Know (2009). El disco se lanzó en los formatos CD y DVD, este último contiene entrevistas en cuanto al trigésimo aniversario del álbum Heaven and Hell (1980) y un tributo a Ronnie James Dio, con el concierto grabado...

## Lista de canciones
Compuestos por Geezer Butler, Ronnie James Dio y Tony Iommi, salvo los indicados.

### Lista del CD

Geezer Butler compuso algunos temas.

| N.º | Título                              | Escritor(es)                  | Duración |  |
| 1.  | «Mob Rules»                         |                               | 3:46     |  |
| 2.  | «Children of the Sea»               | Butler, Dio, Iommi, Bill Ward | 6:30     |  |
| 3.  | «I»                                 |                               | 6:16     |  |
| 4.  | «Bible Black»                       |                               | 6:29     |  |
| 5.  | «Time Machine»                      |                               | 4:39     |  |
| 6.  | «Fear»                              |                               | 4:36     |  |
| 7.  | «Falling Off the Edge of the World» |                               | 5:39     |  |
| 8.  | «Follow the Tears»                  |                               | 6:11     |  |
| 9.  | «Die Young»                         | Butler, Dio, Iommi, Ward      | 6:41     |  |
| 10. | «Heaven and Hell»                   | Butler, Dio, Iommi, Ward      | 17:48    |  |
| 11. | «Neon Knights»                      | Butler, Dio, Iommi, Ward      | 5:45     |  |

### Lista del DVD
| N.º | Título                              | Duración |  |
| 1.  | «E5150»                             |          |  |
| 2.  | «Mob Rules»                         |          |  |
| 3.  | «Children of the Sea»               |          |  |
| 4.  | «I»                                 |          |  |
| 5.  | «Bible Black»                       |          |  |
| 6.  | «Time Machine»                      |          |  |
| 7.  | «Fear»                              |          |  |
| 8.  | «Falling off the Edge of the World» |          |  |
| 9.  | «Follow the Tears»                  |          |  |
| 10. | «Die Young»                         |          |  |
| 11. | «Heaven and Hell»                   |          |  |
| 12. | «Country Girl»                      |          |  |
| 13. | «Neon Knights»                      |          |  |

## Personal
- Ronnie James Dio - voz
- Tony Iommi - guitarra principal
- Geezer Butler - bajo
- Vinny Appice - batería
- Scott Warren - teclado, guitarra rítmica